# Troupes de missiles antiaériens (Ukraine)
Les troupes de missiles antiaériens  (en ukrainien : Зенітні ракетні війська́ (ЗРВ)), est une des Forces armées de l'Ukraine.
Ces unités sont engagées lors de l'invasion de l'Ukraine par la Russie.

## Organisation

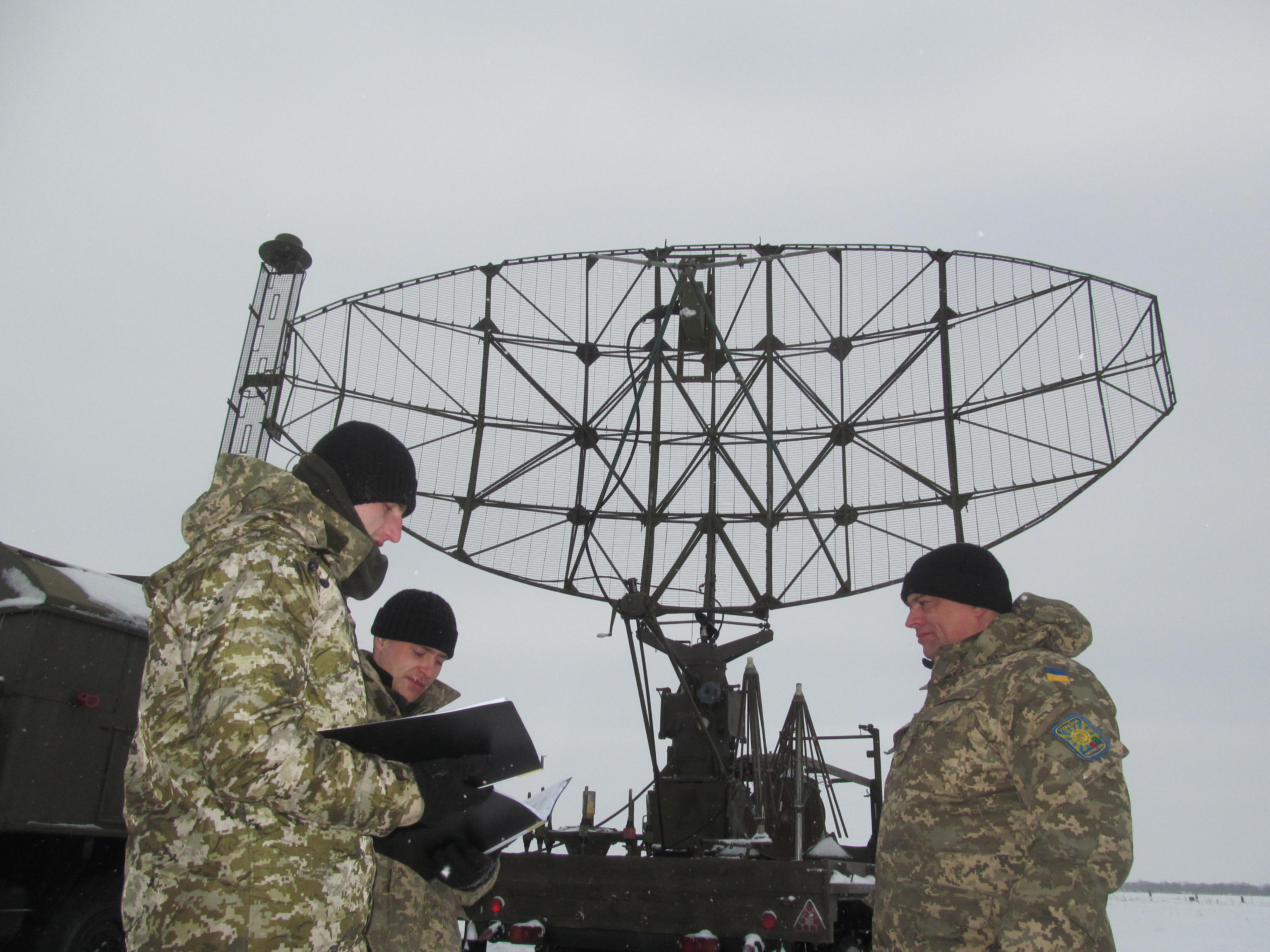
Etudiants de l'Université nationale de l'armée de l'air de Kharkiv en 2017.

C'est une branche de l'armée de l'air, des forces terrestres et de la marine, conçue pour assurer, en coopération avec d'autres branches de l'armée, la défense antiaérienne d'importants centres administratifs et politiques, industriels et économiques.

### Liste des unités en 2025
- 11e brigade de missiles antiaériens « Shepetivka » (uk)
- 7e division de missiles antiaériens (unité militaire A0350)
- 14e brigade de missiles antiaériens (uk)
- 38e régiment de missiles antiaériens (uk)
- 39e régiment de missiles antiaériens (uk)
- 96e brigade de missiles antiaériens
- 138e brigade de missiles antiaériens
- 156e régiment de missiles antiaériens (uk)
- 160e brigade de missiles antiaériens
- 201e brigade de missiles antiaériens
- 208e brigade de missiles antiaériens
- 210e régiment de missiles antiaériens
- 223e régiment de missiles antiaériens (uk)
- 225e régiment de missiles antiaériens (uk)
- 301e régiment de missiles antiaériens
- 302e brigade de missiles antiaériens
- 540e régiment de missiles antiaériens
- 1020e régiment d'artillerie antiaérienne (uk)
- 1027e régiment d'artillerie antiaérienne (uk)
- 1039e régiment de missiles antiaériens (uk)
- 1121e régiment de missiles antiaériens (uk)
- 1129e régiment de missiles antiaériens

## Matériels
l'Ukraine a reçu depuis le printemps 2022 et utilise :
- ZU-23
- Aspide
- NASAMS
- Alvis Stormer[1]
- AN/TWQ-1 Avenger[2]
- Sidam 25[3]
- S-300, aussi appelés SA-10 Grumble par l'OTAN
- Flakpanzer Gepard
- Crotale
- 9K33 Osa, aussi appelés SA-8 Gecko par l'OTAN
- 9K35 Strela-10, aussi appelés SA-13 Gopher par l'OTAN
- 9K330 Tor-M1, aussi appelés SA-15 Gauntlet par l'OTAN
- 9K37 Buk-M1-2, aussi appelés SA-11 Gadfly par l'OTAN[4]
- 2K22 Toungouska, aussi appelés SA-19 Grison par l'OTAN

- P-14 (radar) (en) (radar d'alerte précoce)
- P-18 (radar) ( radar d'alerte précoce)
- P-35 (radar) (en) (radar d'alerte précoce)
- Système sol-air moyenne portée/terrestre (SAMP/T) - Mamba[5]
- AN/TPQ-36 (radar) (Radar détecteur de tir)
- AN/TPQ-49 (radar) (Radar d'alerte de zone avant)
- MIM-104 Patriot (batterie de missiles sol-air)
- MIM-23 Hawk (missile antiaérien de moyenne portée)
- Système de défense antiaérienne IRIS-T SLM[6]